# Szőke Béla (régész)
Szőke Béla (Malacka, 1913. február 26. – Győr, 1961. november 29.) régész, a történettudományok kandidátusa (1961), az érsekújvári múzeum alapítója és igazgatója.

## Élete
Az első világháború után Érsekújvárban töltötte gyermekéveit. 1932-ben érettségizett a helyi gimnáziumban, ahol nagy hatással voltak rá tanárai Noszkay Ödön és Thain János. 1932-1935 között Brünnben hallgatott jogot, majd Jan Eisner munkatársa lett a Comenius Egyetemen mint történelem-magyar szakos tanárjelölt. Tanára volt Václav Chaloupecký is. Tanulmányait 1940-ben fejezte be a Budapesti Egyetemen. 1940-től Nagysurányban, 1945-től Érsekújvárott gimnáziumi tanár. Bölcsészdoktori oklevelét 1948-ban Szegeden szerezte meg. 1946-1961 között a Győri Múzeum munkatársa, majd igazgatója.
Súlyos tüdőbaja miatt rokkant lett, de élete végéig folytatta a tudományos munkát. Munkáinak megjelenését és a történettudományok kandidátusa cím megszerzését már nem érte meg. Ennek során sok ismerettel gazdagította a Dunántúl és a Kisalföld kora középkori régészetét, településtörténetét és néprajzát. A magyar-szlovák tudományos kapcsolatokban is tevékenyen részt vállalt.
Gyűjteményei az 1935-ben létrejött érsekújvári múzeumban voltak kiállítva, melyek nagy része a 2. világháború alatt, a várost ért bombatámadásokban megsemmisült. A városban a bécsi döntés után létrejött a Kis-Alföld-kutató Intézet, amely ásatásainak eredményeit kiadta.
Ásatott többek között az érsekújvári (Érsekújvár-Téglagyár, -Hármashatárhegy), ógyallai (Bajcs-Ragonya, Naszvad-Anyala), verebélyi járásban (Komját, Zsitvabesenyő) és Pozsonyvezekényen is. Ennek is köszönhető hogy a két világháború között, Pozsony után az érsekújvári múzeum régészeti tevékenysége volt az akkori Szlovákia területén a legeredményesebb.

## Művei
- 1941 Honfoglaláskori magyar sírok Naszvadon. Folia Archaeologica III-IV, 214-222.
- 1944 Honfoglaláskori magyar sírok Pozsonyvezekényen. Új Magyar Múzeum V/1.
- 1948 Az érsekújvári régi halászat emlékei. Ethnographia
- 1953 Le cimetière du XIe siècle de Kérpuszta. Acta Archaeol. Acad. Scient. Hung. 3. (tsz. Nemeskéri János, Lipták Pál)
- 1954 Adatok a Kisalföld IX. és X. századi történetéhez. Arch. Ért., 119-137.
- 1955 IX. századi sírok Sopronkőhidán. Soproni Szemle 3-4, 55-68.
- 1955 Cserépbográcsaink kérdéséhez. Arch. Ért., 89-90.
- 1955 Z minulosti musea v Nových Zámkach na Slovensku. Arch. roz., 528-529.
- 1956 Spuren des Heidentums in den frühmittelalterlichen Gräberfeldern Ungarns. Studia Slavica 2.
- 1957 Brod na rieke Nitre pri Nových Zámkoch. Študijné zvesti, 105-113.
- 1959 A bjelobrdoi kultúráról. Archaeologiai Értesítő.
- 1959 Fejezetek Győr kora középkori történetéből. Arrabona.
- 1960 Győr nevéről. Arrabona, 13-21.
- 1960 Az avarok hringje. Arch. Ért., 61-63.
- 1960 Über die Beziehungen Moraviens zu dem Donaugebiet in der Spätawarenzeit. Studia Slavica 6.
- 1960 Honfoglaláskori magyar sírok Páliban. Arrabona, 5-11.
- 1962 A honfoglaló és kora árpádkori magyarság régészeti emlékei. Budapest.
- 1965 Spuren des Heidentums in der frühmittelalterlichen Gräberfeldern Ungarns. Studia Slavica II, 119-155.
- 1967 Az avarkori temetők "nomád" kerámiája. Arch. Ért., 55-57.